# Gil McKinney
Mark Gilbert 'Gil' McKinney (Houston, 5 februari 1979) is een Amerikaans acteur.
McKinney begon in 2003 met acteren in de film Jeepers Creepers 2, waarna hij nog meerdere rollen speelde in films en televisieseries.

## Filmografie

### Films
Uitgezonderd korte films.
- 2022 Metamorphosis - als Hugh
- 2015 Party Monsters - als 'Erik' The Phantom
- 2014 Behaving Badly – als Joe Tackett
- 2009 The Grudge 3 – als Max
- 2007 Witches' Night – als Jim
- 2004 The Robinsons: Lost in Space – als David Robinson
- 2004 Elvis Has Left the Building – als jonge Elvis
- 2003 Jeepers Creepers 2 – als teamlid

### Televisieseries
Uitgezonderd eenmalige gastrollen.
- 2022 The Winchesters - als Henry Winchester - 2 afl.
- 2013-2017 Once Upon a Time – als prins Eric – 4 afl.
- 2016-2017 Kings of Con - als Chip - 5 afl.
- 2013-2014 Supernatural – als Henry Winchester – 2 afl.
- 2013 Perception – als Bryan Murphy – 2 afl.
- 2010-2011 Friday Night Lights – als Derek Bishop – 6 afl.
- 2007-2009 ER – als dr. Paul Grady – 23 afl.
- 2003 The Brotherhood of Poland, New Hampshire – als Joel Nudnick – 2 afl.